# 10125 Stenkyrka
10125 Stenkyrka este un asteroid din centura principală, descoperit pe 21 martie 1993, de UESAC.